# Georg Bestle
 Der er for få eller ingen kildehenvisninger i denne artikel, hvilket er et problem. Du kan hjælpe ved at angive troværdige kilder til de påstande, som fremføres i artiklen.

Georg Christian Bestle (18. marts 1855 i København – 6. maj 1933 smst) var en dansk vinhandler, grosserer og etatsråd, der grundlagde firmaet Georg Bestle A/S. Firmaet blev kongelig hofleverandør.
Efter endt skoleforløb kom Bestle i lære hos sin fader, der havde et stort vinfirma. I 1886 blev han selvstændig ved overtagelsen af Gottlieb Bonnesens Vinforretning, som han i 1892 efter sin fars død forenede med dennes firma under navnet Georg Bestle A/S. Firmaet havde hovedsæde i Skindergade i København i et hus, der stadig eksisterer. Han var dristig og nyskabende i sin forretningsform og drev sin vinhandel frem til at blive en af landets største og mest ansete. I 1918 solgte han firmaet og trak sig tilbage til privatlivet.
Bestle var aktiv inden for bygningsbevaring. Han reddede blandt andet i 1907 Lindegården i Kalundborg fra nedrivning og var bestyrelsesmedlem i Foreningen til Gamle Bygningers Bevaring.
Bestle lod den eksperimenterende skønvirke-arkitekt Thorvald Bindesbøll opføre en villa i Vedbæk (1897).
Han var Kommandør af Dannebrogsordenen.
Bestle stiftede Etatsraad Georg Bestle og Hustrus Mindelegat.